# Îlot Ena
L’îlot Ena est un îlot de Nouvelle-Calédonie

## Géographie
Nommé aussi îlot Tidianot, il est situé au large de Poindimié, sur le côte est de la Nouvelle-Calédonie.